# IAIO Qaher-313
L'IAIO Qaher-313 (persan : قاهر-۳۱۳; aussi appelé Ghaher-313, Conqueror-313, Q-313, F-313) est un projet d'avion de chasse furtif monoplace développé par l'Iran. Il a été présenté à la presse par le président Mahmoud Ahmadinejad le 2 février 2013, pendant les cérémonies commémoratives de la révolution iranienne de 1979. Cet avion serait « l'un des plus avancés du monde » d'après le président iranien.
Le F-313 Qaher aurait été conçu uniquement en Iran, sans s'inspirer de modèles existants, contrairement aux  avions de combat précédents Saeqeh et Kowsar, tous deux inspirés du Northrop F-5. Il doit être fabriqué à terme en Iran par l'Organisation des industries de l'aviation. 
L'avion serait un avion de chasse furtif prévu pour voler à basse altitude. BBC News décrit l'avion comme « une copie bon marché du F-22 américain ».

## Controverse
Les capacités de combat et de furtivité réelles de l'appareil dont les photos ont été dévoilées sont mises en doute notamment par les experts israéliens qui ne voient sur ces photos qu'un « élégant modèle en plastique » en se basant en particulier sur l'aspect plastique basique de la verrière. Ces experts estiment également que la vidéo dévoilée peut très bien montrer une maquette radio-commandée. Par ailleurs, l'Iran a par le passé présenté de nombreux « prototypes » indigènes alors qu'il ne s'agissait que d'appareils existant maquillés, voire de prototypes étrangers "photoshopés".
Une analyse point par point des différentes images du supposé avion, effectuée par le site aeroweb, relevant toutes les impossibilités techniques (absence de câblage hydraulique pour les freins de roue, absence de commande sur les volets de gouverne, absence de trappes de visite sur le fuselage) aboutit à la conclusion que le "prototype" présenté par l'Iran ne serait qu'une structure en bois recouverte de dacron, le "cockpit" étant un assemblage de différents éléments provenant de divers avions civils ou obsolètes existant en Iran (Falcon 20, Cessna 310, F-4 Phantom, etc.).
En 2017, une vidéo le montre faisant des essais de roulage sur piste. Si elle semble montrer que le projet n'a pas été abandonné, de nombreux doutes subsistent quant à la réalité du développement de cet avion.
Depuis 2017, aucune nouvelle information n'est diffusée sur le programme.